# Musical "Sōgen no Hito" Original Cast Ban
Albums de Aya Matsuura
T.W.O
(2003) X3
(2004)
Singles
 Musical "Sōgen no Hito" Original Cast Ban  (ミュージカル『草原の人』オリジナルキャスト盤) est un album spécial de Aya Matsuura, son 3e album en tout, sorti en 2003.

## Présentation
L'album sort le 5 mars 2003 au Japon sous le label Zetima, dans le cadre du Hello! Project. Il atteint la 62e place du classement de l'Oricon. 
C'est la bande originale d'une comédie musicale, Sōgen no Hito, dont Aya Matsuura est la vedette. 
Il contient deux chansons sorties précédemment sur le single homonyme Sōgen no Hito, fin 2002. Aya Matsuura chante la majorité des titres de l'album, seule ou avec les autres chanteuses de la comédie musicale : Hitomi Saitō, Megumi Murata, Masae Otani et Ayumi Shibata (les quatre membres de Melon Kinenbi), Rinne (de Country Musume), Noriko Katō et Eri Yuka ; ces deux dernières ne font pas partie du Hello! Project.

## Liste des titres
1. Sōgen no Hito (草原の人?)  (par Aya Matsuura)
2. Yokohama Sing a Song (Opening Version) (YOKOHAMA SING A SONG（Opening Version）?) (par Aya Matsuura)
3. Odekake Scarlet (お出かけスカーレット?)  (par Rinne, Hitomi Saito, Megumi Murata, Masae Otani, Eri Yuka)
4. Eigakan Ga Arukarasa! (映画館があるからさ！?)  (par Aya Matsuura, Ayumi Shibata)
5. Shinminami Futo No Minatōta (新港埠頭の港唄?)  (par Aya Matsuura, Noriko Kato)
6. Gokigen Nanameno Bugiugi (御機嫌斜めブギウギ?)  (par Ayumi Shibata, Masae Otani)
7. Yokohama Sing a Song (YOKOHAMA SING A SONG?)  (par Aya Matsuura)
8. Bakura No Nohara Wa Yakenohara (僕らの野原は焼け野原?)  (par Aya Matsuura, Noriko Kato)
9. Murasaki No Tsuki (紫の月?)  (par Aya Matsuura)
10. Sayonara (さようなら?)  (par Aya Matsuura)
11. Kesshin (決心?)  (par Noriko Kato)
12. Aiko To Noboru No Ballad (愛子とのぼるのバラード?)  (par Aya Matsuura, Ayumi Shibata)
13. Shinminato Futō no Minato Tona (Jazz Version) (新港埠頭の港唄（Jazz Version）?)
14. Sōgen no Hito (Piano & Strings Version) (草原の人（Piano & Strings Version）?)
15. Sōgen no Hito (Piano Solo) (草原の人（Piano Solo）?)
16. Shinminato Futō no Minato Tona (Comical Version) (新港埠頭の港唄（コミカル Version）?)
17. Odekake Scarlet (Jazz Version) (お出かけスカーレット（Jazz Version）?)
18. Murasaki no Tsuki (Jazz Version) (紫の月（Jazz Version）?)
19. Yokohama Sing a Song (Jazz Version) (YOKOHAMA SING A SONG（Jazz Version）?)
20. Shinminato Futō no Minato Tona (Ôsawagi Version) (新港埠頭の港唄（大騒ぎ Version）?)
21. Sayonara (Instrumental) (さようなら（Instrumental）?)